# 納科爾斯縣 (內布拉斯加州)
納科爾斯县（英語：Nuckolls County）是美國內布拉斯加州東南部的一個縣，南鄰堪薩斯州。面積1,492平方公里。根據美國2000年人口普查，共有人口5,057人。縣治納爾遜（Nelson）。
成立於1860年1月13日，縣政府成立於1871年6月27日。縣名紀念內布拉斯加準州議員、懷俄明準州國會代表、議員史提芬·F·納科爾斯 （Stephen Friel Nuckolls）或其與其兄弟、內布拉斯加準州議員拉法葉·納科爾斯。